# Политовский, Евгений Сигизмундович
Евгени́й Сигизму́ндович Полито́вский (12 (24) ноября 1874, Ташкент — 14 (27) мая 1905) — кораблестроитель, старший помощник судостроителя, участник Русско-японской войны, флагманский корабельный инженер Второй Тихоокеанской эскадры, погиб в Цусимском бою на эскадренном броненосце «Князь Суворов».

## Биография
Евгений Сигизмундович Политовский родился 12 ноября 1874 года в Ташкенте Сырдарьинской области, Туркестанского генерал-губернаторства, Российской империи. Происходил из семьи ссыльного польского инсургента Сигизмунда Феликсовича Политовского (рожд. 1842 года).
В службе с 1894 года. В 1897 году окончил кораблестроительное отделение Технического училища Морского ведомства в Кронштадте. В 1899 году был назначен помощником строителя броненосца «Бородино» младшего судостроителя К. М. Токаревского. Строительство корабля проходило на верфи «Новое Адмиралтейство» под общим руководством главного корабельного инженера порта Д. В. Скворцова.
В конце 1889—начале 1900 годов Политовский в составе комиссии принимал непосредственное участие в организации и проведении спасательных работ по снятию с мели броненосца береговой обороны «Генерал-адмирал Апраксин» в условиях ледовой обстановки. Руководителем спасательных работ был командующий Учебным артиллерийским отрядом контр-адмирал З. П. Рожественский.

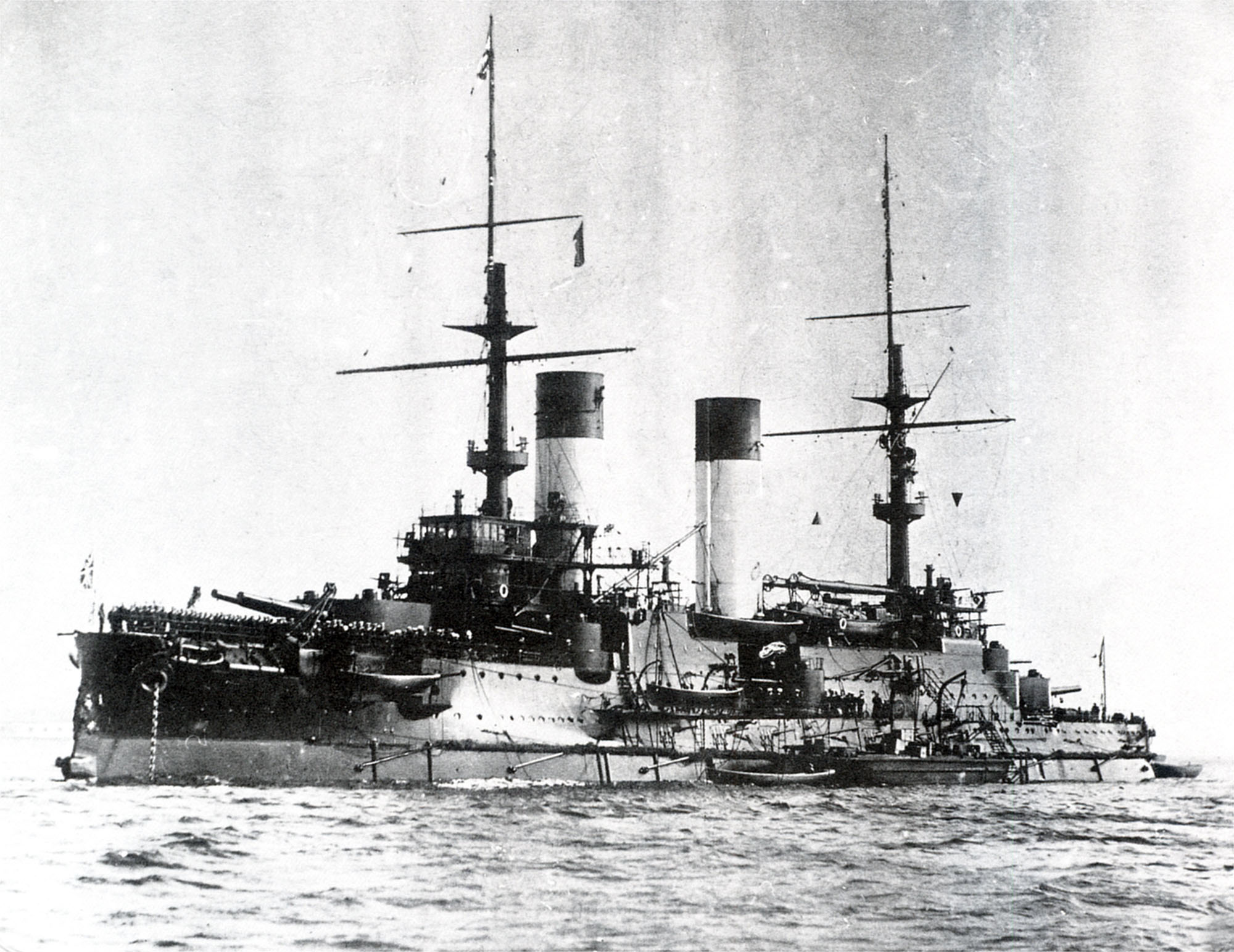
Броненосец «Князь Суворов»

6 октября 1901 года пожалован орденом Святого Станислава 3 степени.
13 сентября 1904 года по личному предложению адмирала З. П. Рожественского, Политовский, известный ему по спасательным работам на броненосце «Апраксине», был назначен флагманским корабельным инженером Второй Тихоокеанской эскадры. Принимал участие в подготовке кораблей эскадры к дальнему плаванию. 4 октября 1904 года «за особо усердные труды по изготовлению судов 2-й эскадры флота Тихого океана к плаванию» был награждён орденом Святой Анны 3-й степени. 
В период похода эскадры с октября 1904 по май 1905 года, от Либавы до Цусимы, флагманский корабельный инженер эскадры Политовский по долгу службы находился на многих кораблях эскадры, участвуя в устранении возникающих неполадок.
14 мая 1905 года в Цусимском бою Е. С. Политовский, находившийся на флагманском корабле Второй Тихоокеанской эскадры броненосце «Князь Суворов» был тяжело ранен. Броненосец в ходе боя потерял управление, миноносец «Буйный» снял с флагманского корабля раненого вице-адмирала Рожественского и 19 человек его штаба, но в суматохе боя Е. С. Политовского не смогли найти. Он утонул вместе с броненосцем и его экипажем.

## Публикация
В 1904—1905 годах Е. С. Политовский, в письмах к жене Софии делился своими впечатлениями о каждом дне похода Второй Тихоокеанской эскадры к театру военных действий. Он описывал состояние кораблей, действия и моральный дух моряков, распоряжения командования. В 1906 году, спустя год после гибели Политовского, жена корабельного инженера составила по выдержкам из писем, присланным ей домой из штаба адмирала Рожественского книгу «От Либавы до Цусимы: письма к жене флагманского корабельного инженера 2-й Тихоокеанской эскадры Евгения Сигизмундовича Политовского», которая была опубликована в Санкт-Петербурге отдельным изданием.
Книга «От Либавы до Цусимы» издавались в дореволюционный период четыре раза. Была переведена на английский и немецкий языки, в 1906 году вышла в Лондоне и Нью-Йорке.
В 2000 году поэт и профессор шотландского Сент-Эндрюсского университета Дуглас Данн на основе писем и мемуаров Е. С. Политовского написал роман в стихах «The Donkey’s Ears».
В 2010 году книга «От Либавы до Цусимы» вышла пятым изданием в России.

## Семья
- Брат — Аполлинарий, старший из братьев. Родился 6 (19) июля 1873 года. Жил во Владивостоке и в Санкт-Петербурге. Согласно данным адрес-календаря 1914 года, имел чин надворного советника. Пропал без вести.
- Сестра — Нина. Окончила Мариинскую гимназию в Санкт-Петербурге. С августа 1904 года сестра милосердия на театре военных действий Русско-японской войны, с марта по октябрь 1905 — на передовых позициях в 63-м полевом подвижном госпитале[9][5].
- Брат — Сергей (3.10.1880—8.11.1936) — окончил Морской корпус. Плавал на крейсерах «Олег», «Цесаревич», «Богатырь». Оказывал помощь пострадавшим от землетрясения в Мессине. В Первую мировую войну командовал эсминцами «Крепкий», затем «Гайдамак». В январе 1917 года произведён в капитаны 1 ранга. После гражданской войны — в эмиграции. Умер в Таллине[10].
- Жена — София Герасимовна (рожд. около 1885 года), дочь потомственного почётного гражданина Карпенко. Свадьба Софии и Евгения состоялась 26 мая 1900 года[5].

## Память
- В романе Тома Клэнси «Охота за „Красным Октябрём“»  одна из современный атомных подводных лодок советского военно-морского флота была названа — «Ударная подлодка „Е. С. Политовский“» в честь Е. С. Политовского (в реальности подводной лодки с таким названием в ВМФ не существовало)
- Флагманский корабельный инженер Евгений Сигизмундович Политовский упоминается в книгах А. С. Новикова-Прибоя «Цусима», В. П. Костенко «На „Орле“ в Цусиме»[11].